# Deadmond Glacier
Deadmond Glacier är en glaciär i Antarktis. Den ligger i Västantarktis. Inget land gör anspråk på området. Deadmond Glacier ligger 270 meter över havet.
Terrängen runt Deadmond Glacier är kuperad österut, men västerut är den platt. Terrängen runt Deadmond Glacier sluttar österut. Trakten är obefolkad. Det finns inga samhällen i närheten.